# Benvenuto Cellini
Benvenuto Cellini (ejtsd: csellini) (Firenze, 1500. november 3. – Firenze, 1571. február 13.), olasz szobrász, ötvös, éremművész.
A késő reneszánsz jelentős mestere volt. Óriási hírnevéről saját maga gondoskodott egy könyvvel (Benvenuto Cellini mester élete, amiképpen ő maga megírta Firenzében), amelyet később Goethe tett át német nyelvre. Kalandos, szenvedélyes életét erős öntetszelgő túlzásokkal ábrázoló önéletrajza a kor érdekes emberi dokumentuma. Érdekből, sértettségből, vagy dühből gyilkosságoktól sem riadt vissza. Korlátlan önérzete és a könyv rendkívüli sikere – sok egyéb érdekessége mellett – a szerzői jogok elismerésének egy későbbi korban való megfogalmazásához is hozzájárult. III. Pál pápa állítólag azt mondta róla, hogy az ilyen művész fölötte áll a hétköznapi törvényeknek.

## Élete
Apja Giovanni Cellini mérnök, anyja Maria Lisabetta Granacci volt. Apja fuvolázni és énekelni tanította; muzsikusnak szánta, de ő másra vágyott: „Talán nem szeretsz zenélni? – kérdezte. Nem én – vallottam be: hitvány mesterség ez ahhoz képest, amire vágyom.” Egy rövid ideig Baccio Bandinelli apjának műhelyében tanulta az ötvösséget, de eltiltották. 1515-ben, 15 évesen, apja akarata ellenére Antonio di Sandro (Marcone) műhelyében inaskodott. 1516-ban verekedés miatt száműzték, Sienába ment, majd Bolognában tanult és dolgozott, de a következő évben már a pisai Uliver della Chiostra ötvösműhelyében szerzett tapasztalatokat. 1518-ban visszatért Firenzébe, és Francesco Salimbene mellett dolgozott, de egy év múlva (1519) Rómába szökött, ahol Firenzuola, később Paolo Arsago műhelyében helyezkedett el 1520-ig. 1521-ben visszatért Salimbenéhez, majd Giovanbattista Sogliani fogadta be a műhelye sarkába.
1523-ban verekedésbe keveredett a Guasconti fivérekkel, ezért halálra ítélték, de szerzetesi csuhában Rómába szökött. Itt Luca Agnolo da Iesi műhelyében gyertyatartókat készített a salamancai püspöknek és ékszereket tervezett Sigismondo Chigi feleségének. 1524-ben Giovanpiero della Tacca műhelyében dolgozott. Róma 1527-es ostroma idején az Angyalvár védelmében tüzérként jeleskedett; VII. Kelemen pápa megbízásából beolvasztotta a kamara ékszereinek egy részét. 1528-ban Mantovában dolgozott a Gonzagák megrendelésére. Egy évvel ez után VII. Kelemen visszahívta Rómába, és kinevezte a pápai pénzverde mesterének, pénzeket és érmeket készített Raffaello del Moro műhelyében.
1530-ban a pápai pluviále csatján dolgozott, amikor testvére, Cecchion egy verekedésben meghalt. Benvenuto megölte a gyilkost. 1531-ben műhelyt nyitott a Banchi negyedben. 1532-ben a pápa megvonta tőle a pénzverdei munkát.
1534-ben összetűzésbe került egy Pompeo nevű ötvössel és megölte. Az újonnan megválasztott III. Pál pápa feloldozta, és újból pénzverdei munkákkal bízta meg. 1538-ban az Angyalvárban börtönözték be, de megszökött; Cornaro bíboros magához vitette és gondját viselte. Amikor 1539-ben visszakerült a börtönbe, öngyilkosságot kísérelt meg, majd a ferrarai bíboros közbenjárására kiszabadult. Ezt követően a ferrarai bíborosnak dolgozott; ebben az időszakban készítette I. Ferenc francia király megrendelésére a híres sótartót. 1542–1543 körül a király Petit-Nesle várát adományozta a művésznek.
Az 1553–1554-es sienai háborúban ő készítette a firenzei kapu védelmi tervét. 1556-ban verekedésért bebörtönözték. Önéletírását 1558–1566 között írta, közben értekezéseket írt az ötvösségről és a szobrászatról.
1560-ra Cellini népszerűsége csökkent, és ekkor az íráshoz fordult. 1562-ben fejezte be Önéletrajzát, amit Goethe szabad fordítása tett híressé, 1565-ben pedig az Értekezések az aranyművességről és a szobrászatról című híres művét. Ezeknek köszönhetően minden más reneszánsz művésznél többet tudunk róla és munkásságáról.
Fő műveinek az I. Ferencnek készített sótartót és a firenzei Perszeusz bronzszobrot tartják.

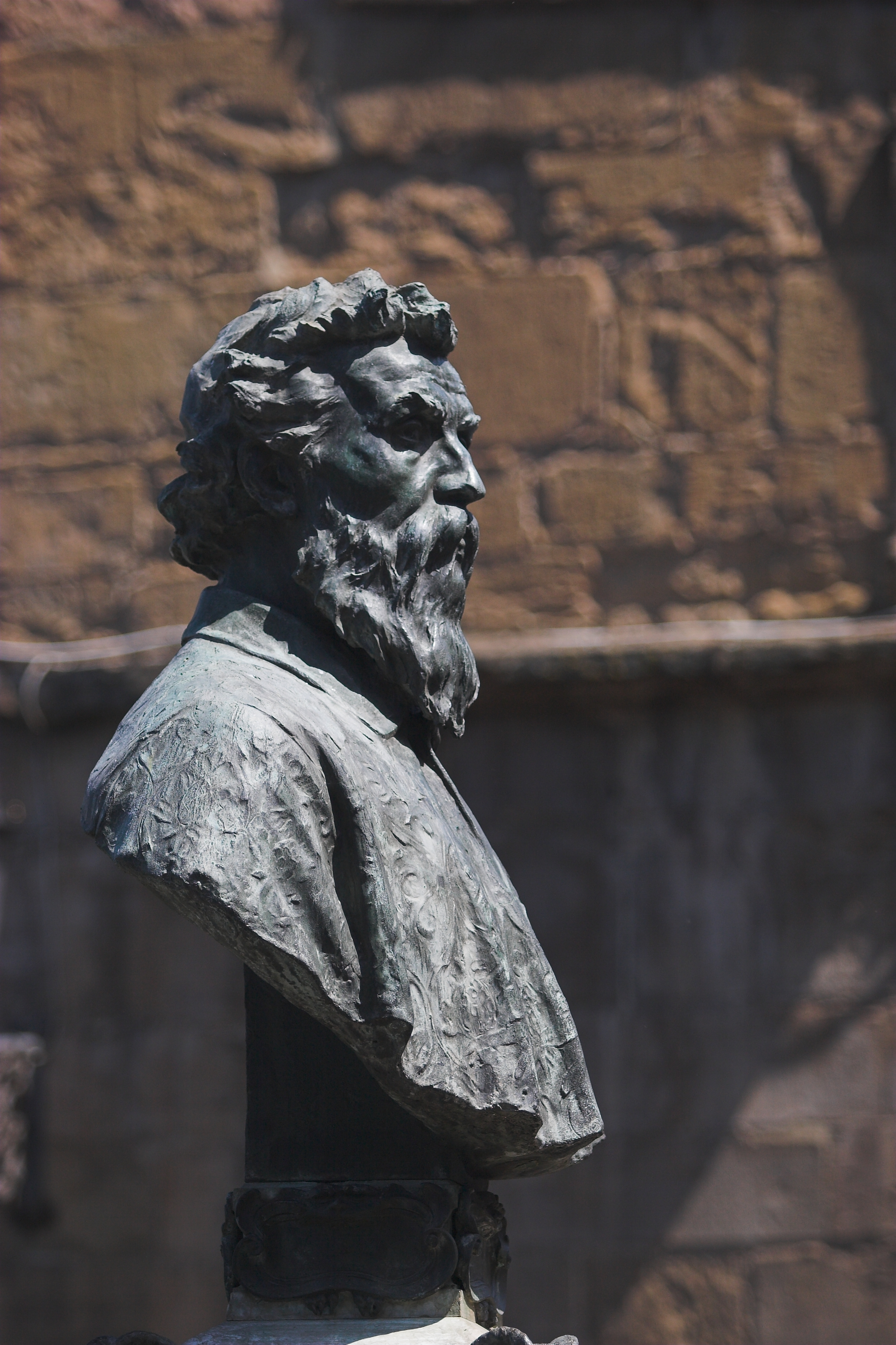
Benvenuto Cellini mellszobra Firenzében
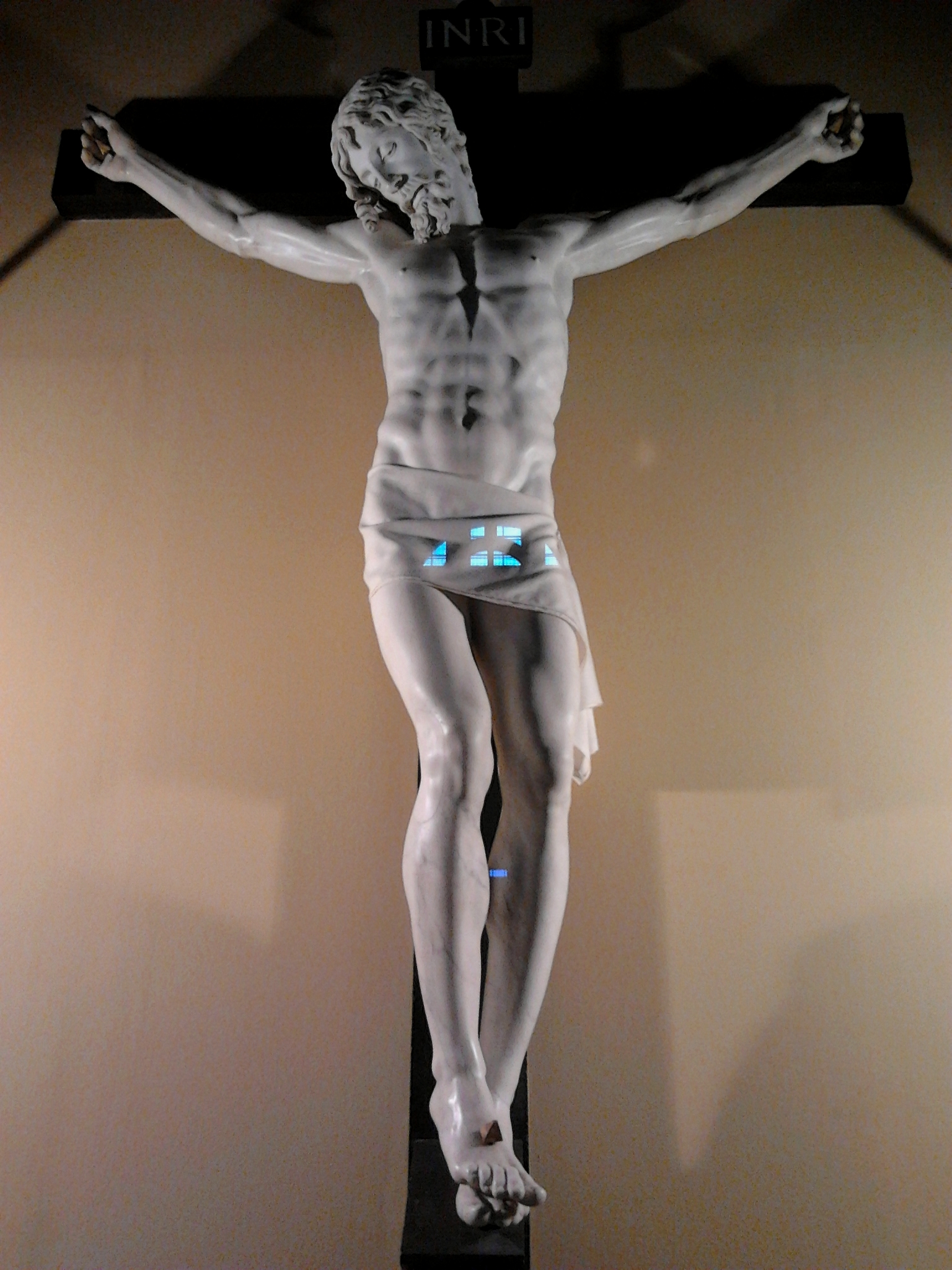
Márványfeszület, San Lorenzo de El Escorial-i királyi kolostor, Spanyolország
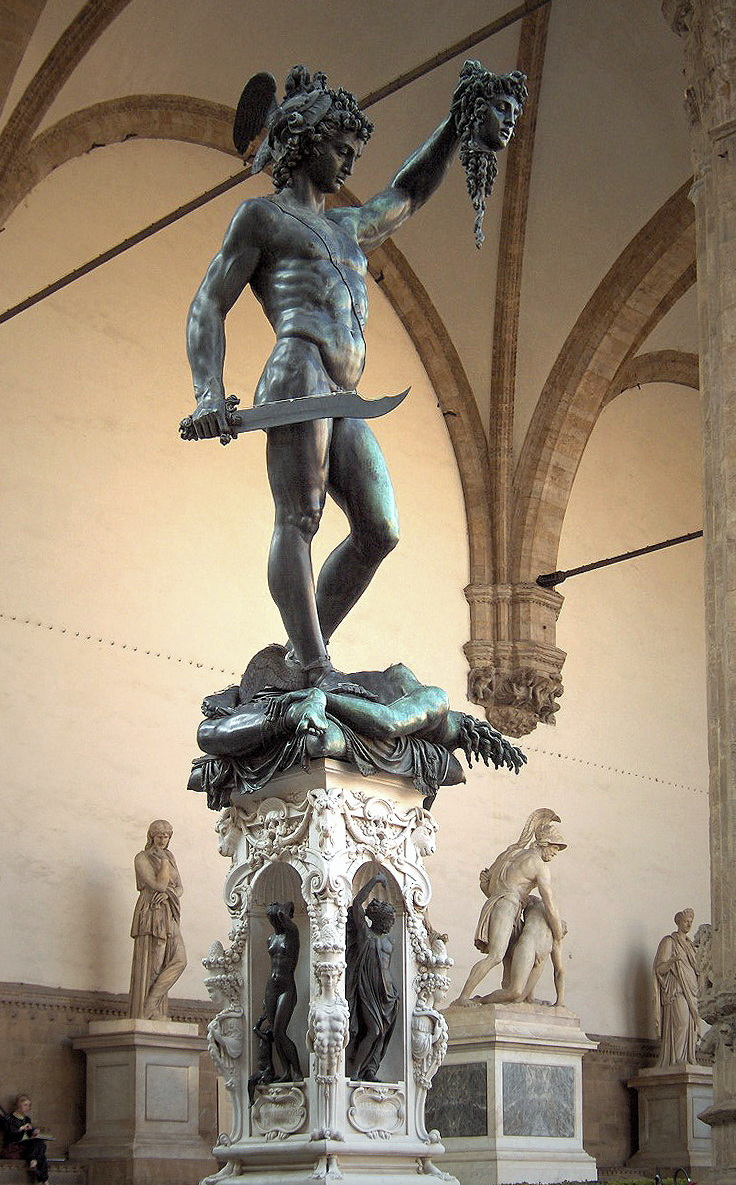
Perszeusz szobra, Loggia dei Lanzi, Firenze
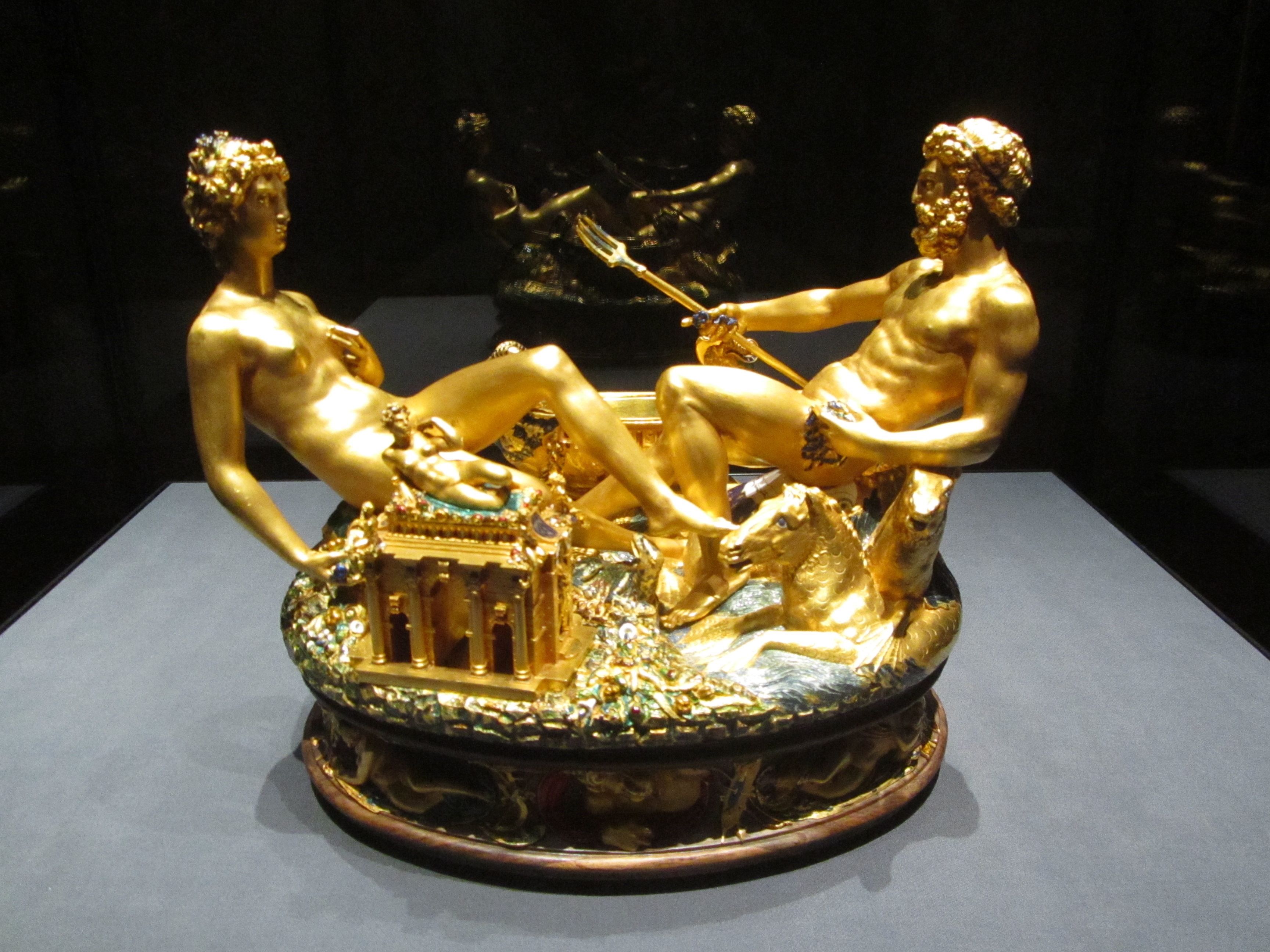
A Saliera, az 1540 és 1543 között készült arany sótartó, amelyet a  bécsi Szépművészeti Múzeumban őriznek

## Művészete

### A szobrász
Arany és ezüstműves munkái mellett Cellini szobrokat is készített. Francia időszakának valószínűleg egyik legfontosabb munkája a Fontainebleau-i kastély Aranykapuja. A munkát nem fejezte be, és napjainkra már csak a kapu feletti bronz szobor maradt fenn, a Fontainebleau-i nimfa (jelenlegi helye: Párizs, Louvre).
Legkiválóbb szobra a bronz Perszeusz és Medusa (1545), ami a Loggia dei Lanzi-ban található Firenzében. Cellini ezzel a munkájával kísérelte meg túlszárnyalni a Firenze központi terén akkor található remekműveket, Michelangelo Dávidját és Donatello Judit és Holofernes-ét. Cellininek sok problémát okozott a megfelelő modell kiválasztása, de a szobrot már elkészülésekor remekműnek tartották.
Jelenleg a szobrot a manierizmus csúcsművének tartják. Készítésekor attól tartottak, hogy nem lehet majd egyben kiönteni a bronzszobrot. Érdekesség, hogy Cellini saját önarcképét is elhelyezte a Perszeuszt ábrázoló szobor tarkóján. 1996-ban elszállították a szobrot a térről, mert az évszázados környezeti szennyezés miatt restaurálásra szorult. Az Uffizi-ben tisztították meg a szobrot, ami több évig tartott, és csak 2000 júniusában került vissza a mű az eredeti helyére.

## Magyarul
- Cellini Benvenuto önéletírása, 1-2.; ford., bev., jegyz. Szana Tamás; Ráth, Bp., 1890–1891
- Cellini Benvenuto önéletírása, 1-2.; ford. Szana Tamás, átdolg., bev. Éber László; Révai, Bp., 1922
- Benvenuto Cellini mester élete, amiképpen ő maga megírta Firenzében; ford. Füsi József, bev. Genthon István, Füsi József, jegyz. Grandpierre Edith; Franklin, Bp., 1944
- Benvenuto Cellini mester élete, amiképpen ő maga megírta Firenzében; ford. Füsi József, versford. Képes Géza, bev. Genthon István, Füsi József, Molnár C. Pál, jegyz. Grandpierre Edith, Anne Macdonell magyarázatai nyomán Füsi József, ill. Molnár C. Pál; Képzőművészeti Alap, Bp., 1957
- A firenzei Giovanni mestertől született Benvenuto Cellini élete, amiképpen ő maga írta Firenzében; ford., jegyz. Magyarósi Gizella, versford. Képes Géza, utószó Genthon István; Európa, Bp., 2006

## Fordítás
- Ez a szócikk részben vagy egészben a Benvenuto Cellini című angol Wikipédia-szócikk fordításán alapul.  Az eredeti cikk szerkesztőit annak laptörténete sorolja fel. Ez a jelzés csupán a megfogalmazás eredetét és a szerzői jogokat jelzi, nem szolgál a cikkben szereplő információk forrásmegjelöléseként.